# حميرة (غيزانية)
حميرة (بالفارسية: حمیره) هي قرية وتقع في إيران في قسم غيزانية الريفي. يقدر عدد سكانها بـ 163 نسمة بحسب إحصاء 2016.